# Dichoropetalum depauperatum
Dichoropetalum depauperatum är en växtart i släktet siljor, och familjen flockblommiga växter.
Arten är en perenn ört som förekommer i sydvästra och södra Turkiet samt i Libanon. Den beskrevs först som Peucedanum depauperatum av Pierre Edmond Boissier och Benedict Balansa 1856, och fick sitt nu gällande namn av Michail Pimenov och Jevgenij Kljujkov 2007.